# Kilgore (Nebraska)
Kilgore é uma vila localizada no estado americano de Nebraska, no Condado de Cherry.

## Demografia
Segundo o censo americano de 2000, a sua população era de 99 habitantes.
Em 2006, foi estimada uma população de 96, um decréscimo de 3 (-3.0%).

## Geografia
De acordo com o United States Census Bureau, a localidade tem uma área de 1,2 km², sem área coberta por água. Kilgore localiza-se a aproximadamente 889 m acima do nível do mar.

## Localidades na vizinhança
O diagrama seguinte representa as localidades num raio de 24 km ao redor de Kilgore.